# Saison 1 de Wonder Woman
Chronologie
Saison 2
Cet article présente les treize épisodes de la première saison de la série télévisée américaine Wonder Woman (Wonder Woman).

## Synopsis
Après avoir sauvé la vie d'un soldat américain, le major Trevor, Diana, fille de la reine des amazones, Hipollyta, vient en aide aux alliés afin de combattre les forces de l'axe durant la seconde guerre mondiale. Elle prend l'identité secrète de la seconde classe Diana Prince sous les ordres de Trevor et se transforme en super héroïne quand le danger se présente. Dotée d'une force surhumaine, elle dispose aussi d'un diadème lui servant à l'occasion d'arme et d'un lasso qui lui permet de faire avouer la vérité aux criminels qu'elle arrête. Elle utilise parfois son avion invisible pour voyager.

## Distribution

### Acteurs principaux
- Lynda Carter : Première classe Diana Prince / Wonder Woman
- Lyle Waggoner : Major Steve Trevor
- Richard Eastham : Général Philip Blankenship
- Beatrice Colen : Etta Candy

### Acteurs récurrents
- Carolyn Jones : Reine Hippolyta
- Debra Winger : Drusilla / Wonder Girl

## Diffusion
- La première saison a été diffusée du 16 décembre 1979 au 23 juillet 1982 sur Antenne 2.

## Épisodes

### Épisode 1:La Baronne diabolique
- États-Unis : 21 avril 1976 sur ABC
- France : 16 décembre 1979, rediffusion le 3 juillet 1982[1] sur Antenne 2

- Christine Belford (Baronne Paula Von Gunther)
- Edmund Gilbert (Directeur de la prison)
- Ed Griffith (Hanson)
- Christian Juttner (Tommy)
- Bradford Dillman (Arthur Deal III)
- John Brandon (Sergent Stransky)

### Épisode 2:Fausta La Superwoman
- États-Unis : 28 avril 1976 sur ABC
- France : 30 décembre 1979 sur Antenne 2

- Bo Brundin (Colonel Kesselman)
- Keene Curtis (Mueller)
- Lynda Day George (Fausta Grables)
- Christopher George (Rojak)
- Jeff Cooper (Major Charlie Scott)
- Colby Chester (Horst, officier SS)

### Épisode 3:Le Concours de beauté
- États-Unis : 13 octobre 1976 sur ABC
- France : 23 décembre 1979[4] sur Antenne 2

- Anne Francis (Lola Flynn)
- Dick Van Patten (Jack Wood)
- Bobby Van (Monty Burns)
- William Lanteau (Colonel Flint)
- Jennifer Shaw (Susan)
- Lindsay Bloom (Tina)
- Christa Helm (Rita)
- Paulette Breen (Mitzie)
- Linda Carpenter (Betsy)
- Eddie Benton (June)

### Épisode 4:Féminin singulier -1repartie
- États-Unis : 6 novembre 1976 sur ABC
- France : 17 février 1980 sur Antenne 2

- John Saxon (Capitaine Radl)
- Carolyn Jones (Reine Hippolyta)
- Paul Shenar (Lieutenant Wertz)
- Debra Winger (Drusilla / Wonder Girl)
- Charles Frank (Peter Knight)
- Curt Lowens (Général Ulrich)
- Kurt Kreuger (Major Hemmschler)
- Erica Hagen (Dalma)
- Pamela Susan Shoop (Magda)
- Kurt Grayson (Harris)

### Épisode 5:Féminin singulier -2epartie
- États-Unis : 8 novembre 1976 sur ABC
- France : 24 février 1980 sur Antenne 2

- John Saxon (Capitaine Radl)
- Carolyn Jones (Reine Hippolyta)
- Paul Shenar (Lieutenant Wertz)
- Debra Winger (Drusilla / Wonder Girl)
- Charles Frank (Peter Knight)
- Rayford Barnes (Lieutenant Weil)
- Erica Hagen (Dalma)
- Pamela Susan Shoop (Magda)
- Jay Fenichel (Tommy)
- Kurt Grayson (Harris)

### Épisode 6:Gargantua
- États-Unis : 18 décembre 1976 sur ABC
- France : 2 mars 1980 sur Antenne 2

- Robert Loggia (Hans Heichler)
- Gretchen Corbett (Erica Belgard)
- John Hillerman (Conrad Steigler)
- Tom Reese (Carl)
- Herb Voland (Docteur Osmond)
- Jim Driskill (Sergent Henderson)
- Curtis Credel (Caporal Rogers)
- Mickey Morton (Gargantua)

### Épisode 7:Le Projet Pluton
- États-Unis : 25 décembre 1976 sur ABC
- France : 6 janvier 1980[6] sur Antenne 2

- Robert Reed (Le Faucon)
- Hayden Rorke (Professeur Otis Warren)
- Albert Stratton (Charles Benson)
- Michael Twain (Frank Willis)
- Kenneth Tigar (Docteur Barnes)
- Peter Brandon (Docteur Norris)
- Sean Kelly (Robin Jensen)
- Gary Oakes (Sergent Evans)
- Mikki Jamison-Olsen (Camilla Moret)

### Épisode 8:Le Dernier billet de deux dollars
- États-Unis : 8 janvier 1977 sur ABC
- France : 30 décembre 1980[7] sur Antenne 2

- James Olson (Wotan)
- Barbara Anderson (Maggie Robbins)
- David Cryer (Hank Miller)
- John Howard (Docteur Diderich)
- Richard O'Brien (Frank Wilson)
- Dean Harens (Dan Fletcher)
- Victor Argo (Jason)
- Don Eitner (Sergent Evans)
- Mikki Jamison-Olsen (Camilla Moret)

### Épisode 9:Le Jugement de l'espace -1repartie
- États-Unis : 15 janvier 1977 sur ABC
- France : 3 février 1980[8] sur Antenne 2

- Tim O'Connor (Andros)
- Kurt Kaszner (Général Von Dreiberg)
- Janet MacLachlan (Sakri)
- Scott Hylands (Paul Bjornsen)
- Arch Johnson (Général Zachary Kane)
- Vic Perrin (Gorel)
- Pat Skelton (Gormsby)

### Épisode 10:Le Jugement de l'espace -2epartie
- États-Unis : 17 janvier 1977 sur ABC
- France : 10 février 1980 sur Antenne 2

- Tim O'Connor (Andros)
- Kurt Kaszner (Général Von Dreiberg)
- Janet MacLachlan (Sakri)
- Scott Hylands (Paul Bjornsen)
- Christopher Cary (Mallory)
- Vic Perrin (Gorel)
- Hank Brandt (Graebner)
- Christiane Schmidtmer (Lisa Engel)
- George Cooper (Général Clewes)
- Ted Roter (Berghoff)

### Épisode 11:Formule 407
- États-Unis : 22 janvier 1977 sur ABC
- France : 13 janvier 1980[9] sur Antenne 2

- Nehemiah Persoff (Professeur Moreno)
- Marisa Pavan (Maria)
- John Devlin (Major Keller)
- Peter MacLean (Schmidt)
- Charles Macaulay (Ambassadeur McCauley)
- Maria Grimm (Lydia Moreno)
- Armando Silvestre (Antonio Cruz)
- Gary Cashdollar (Otto Dietrich)

### Épisode 12:Les Voleurs de bétail
- États-Unis : 29 janvier 1977 sur ABC
- France : 20 janvier 1980[10] sur Antenne 2

- Roy Rogers (J.P. Hadley)
- Henry Darrow (Walter Lampkin)
- Lance Kerwin (Jeff Hadley)
- Anthony George (Emmett Dawson)
- David Clarke (Shériff Bodie)
- Kristoff St. John (Linc)

### Épisode 13:Vedette à Hollywood
- États-Unis : 16 février 1977 sur ABC
- France : 27 janvier 1980[11] sur Antenne 2

- Harris Yulin (Mark Bremer)
- Robert Hays (Caporal Jim Ames)
- Carolyn Jones (Reine Hippolyta)
- Debra Winger (Drusilla / Wonder Girl)
- Charles Cyphers (Kurt)
- Christopher Norris (Gloria Beverly)
- Ross Bickell (Lieutenant Bill Rand)

- Dernière apparition de Wonder Girl dans la série.
- Dernière apparition de Beatrice Colen et Richard Eastham.